# 아이스 (2018년 영화)
《아이스》(러시아어: Лёд, 영어: Ice)는 2018년 2월에 개봉한 러시아의 뮤지컬, 스포츠, 로맨스, 드라마 영화이다. 올레그 트로핌이 감독을, 올레그 트로핌과 안드레이 졸로타레프가 각본을 맡았다. 러시아에서는 2018년 2월 14일에, 독일에서는 2018년 2월 18일에, 대한민국에서는 2019년 2월 7일에 개봉되었다.

## 줄거리
“얼음이 우리에게 들려주는 이야기에 귀기울여 봐” 구부정한 몸, 휘어진 다리로 피겨 요정을 꿈꾸던 어린 나디아, 호랑이 코치 샤탈리나에게 극강의 훈련을 받아 피겨 스케이팅 간판 선수 레오노프의 파트너가 되어 정상에 오른다.
그러나, 최고 권위의 피겨 스케이팅 대회인 아이스컵 진출을 앞두고 심각한 부상으로 휠체어 신세를 지게 된다. 다시는 빙판 위에 설 수 없을지도 모른다는 좌절감에 빠진 나디아에게 샤탈리나 코치는 재활 파트너로 스타워즈 밖에 모르는 똘끼충만 아이스하키 선수 사샤를 옆에 붙여주게 되는데... 아슬아슬 빙판 위 달콤살벌 피겨스케이팅 커플 탄생? 모두가 응원할 반짝이는 아이스쇼가 펼쳐진다!

## 출연진
- 알렉산더 페트로브 - 사샤 역
- 아글라야 타라소바 - 나디아 역
- 밀로시 비코비치 - 레오노프 역
- 크세니야 라포포트 - 나디아의 엄마 역
- 마리아 아로노바 - 샤탈리나 역
- 이리나 스타르셴바움 - 조연